# Aeroportul Jim Hamilton – L.B. Owens
Aeroportul Jim Hamilton – L.B. Owens (IATA: CUB, ICAO: KCUB, FAA LID: CUB) este un aeroport din Carolina de Sud, Statele Unite ale Americii ce deservește zona Columbia. Aeroportul a fost tranzitat în 2019 de 4 pasageri.
Situat la o altitudine de 59 m, aeroportul dispune de 1 pistă.

## Infrastructură

### Piste
Aeroportul dispune de o singură pistă. Pista 13/31 are suprafața de asfalt și dimensiunile 5.011 picioare × 75 picioare. 